# Gonzalo Peillat
Gonzalo Peillat est un jugador de hockey sur gazon né le 12 août 1992 à Buenos Aires. Il a remporté avec l'équipe d'Argentine la médaille d'or du tournoi masculin aux Jeux olympiques d'été de 2016 à Rio de Janeiro.